# Lipaugus
Lipaugus är ett fågelsläkte i familjen kotingor inom ordningen tättingar. Släktet omfattar nio arter med utbredning från Colombia till västra Bolivia och sydöstra Brasilien:
- Rostpiha (L. unirufus)
- Halsbandspiha (L. streptophorus)
- Larmpiha (L. vociferans)
- Gråhuvad piha (L. lanioides)
- Gulvingad piha (L. ater)
- Gråvingad piha (L. comditus)
- Kastanjekronad piha (L. weberi)
- Gråpiha (L. fuscocinereus)
- Sabelvingad piha (L. uropygialis)